# Национальная радиоастрономическая обсерватория
Национальная радиоастрономическая обсерватория (NRAO) — американский центр исследований и разработок в области радиоастрономии. Обсерватория проектирует, производит и эксплуатирует свои собственные высокочувствительные радиотелескопы для использования учеными всего мира.
Финансируется федеральным Правительством США (англ.). Организационно входит в состав Национального научного фонда США. В научно-исследовательских вопросах радиоастрономии управляется организацией Associated Universities, Inc. (англ.), которая действует в рамках соглашения о сотрудничестве с государством.

## Площадки

### Шарлоттсвилл, Виргиния
Штаб-квартира NRAO находится в кампусе Виргинского университета в Шарлоттсвилле (штат Виргиния). Североамериканский научный центр ALMA, технологический центр NRAO и центральная лаборатория развития также расположены в Шарлоттсвилле.

### Грин-Бэнк, Западная Виргиния

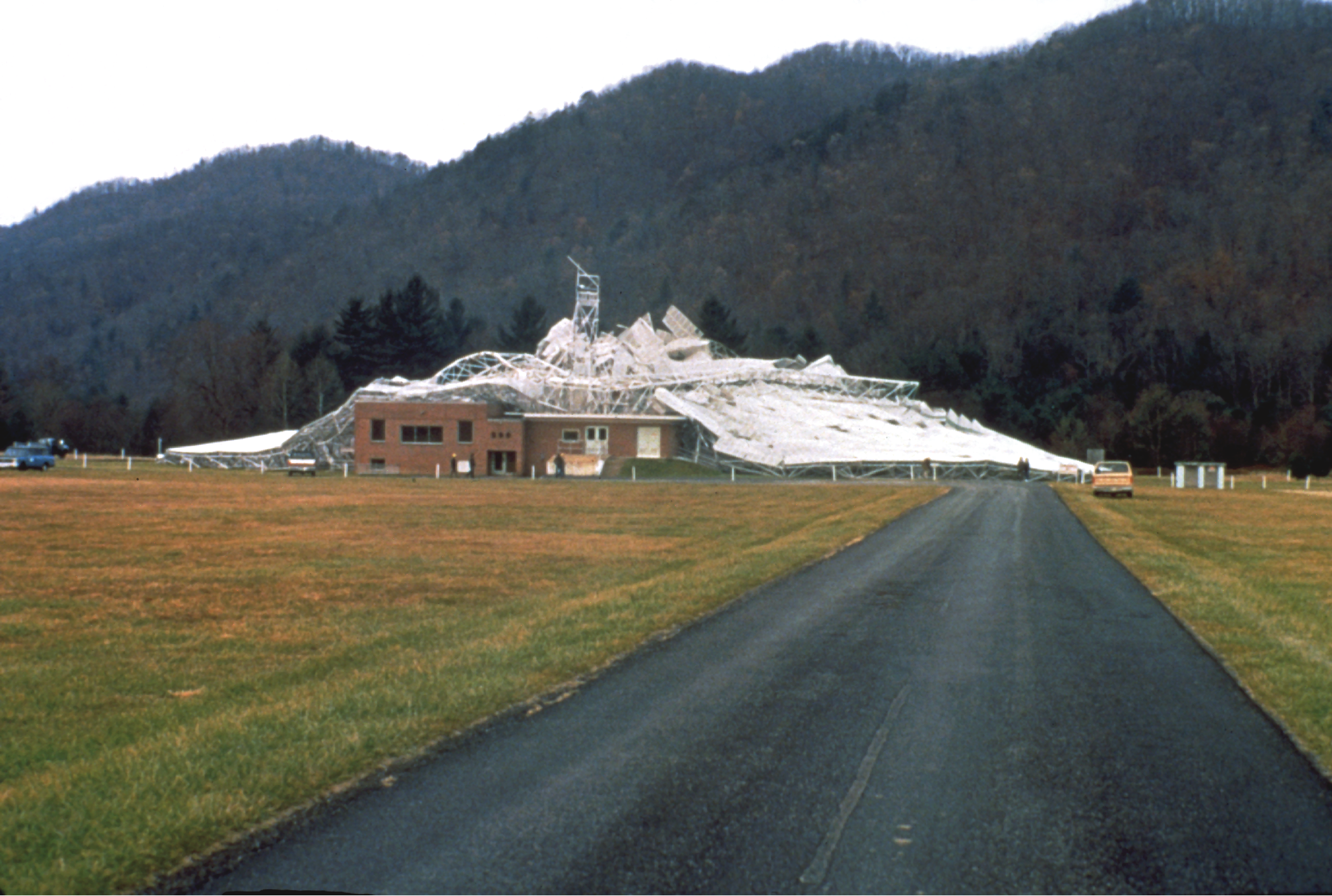
91-метровый радиотелескоп после разрушения в 1988 году

100-метровый радиотелескоп Грин-Бэнк

До октября 2016 года NRAO была оператором крупнейшего в мире полностью управляемого радиотелескопа Грин-Бэнк имени Роберта С. Бёрда, который установлен возле Грин-Бэнка (Западная Виргиния). Обсерватория содержит несколько других телескопов, среди них 43 м телескоп, который использует экваториальное крепление, необычное для радиотелескопов, три 26 м телескопа, образующие интерферометр Грин-Бэнк), 12 м телескоп, используемый школьными группами и организациями для небольших исследований, стационарная рупорная радиоантенна, созданная для наблюдения за радиоисточником Кассиопея A, а также репродукция оригинальной антенны, созданной Карлом Янским, когда он работал в Bell Labs для обнаружения интерференции, которая была обнаружена ранее неизвестными естественными радиоволнами, излучаемыми Вселенной.
Грин-Бэнк находится в Американской национальной зоне радиомолчания, которая координируется NRAO для защиты площадки Грин-Бэнк, а также Шугар-Гроув) в Западной Виргинии, контролируемой АНБ. Площадь зоны 34 000 км², где фиксированные передатчики должны получать разрешения до начала радиовещания. Земля была выделена Федеральной комиссией по связи в 1958 году. В зоне, ближайшей к телескопу, запрещены стационарные радиопередатчики. Все другие стационарные радиопередатчики, включая телевизионные и радиовышки внутри зоны, должны передавать так, чтобы помехи на антеннах были минимизированы методами, включающими ограничение мощности и использование узконаправленных антенн. С расширением использования беспроводных технологий и микропроцессоров во всём, начиная с камер и заканчивая автомобилями, трудно защитить площадки от радиопомех. Чтобы помочь в ограничении внешних помех, область, окружающая обсерваторию Грин-Бэнк), была когда-то засажена соснами, характеризующимися иглами определенной длины, чтобы блокировать электромагнитные помехи на длинах волн, используемых обсерваторией. В какой-то момент обсерватория столкнулась с проблемой американских белок-летяг, помеченных радиометками Службой охраны рыбных ресурсов и диких животных. Электрические заборы, электрические одеяла, неисправная автомобильная электроника и другие источники радиоизлучения были большими проблемами для астрономов в Грин-Бэнке. Всем транспортным средствам предписано работать на дизельных двигателях, чтобы минимизировать помехи от систем зажигания.

### Сокорро, Нью-Мексико
Объект NRAO в Сокорро — Центр оперативного управления массивом VLA (англ.) имени Пита Доменичи. Расположен в кампусе Горно-технологического института Нью-Мексико (англ.), служит штаб-квартирой для Массива радиотелескопов VLA, который был местом съёмок фильма «Контакт» в 1997 году, а также является центром управления Антенной решёткой со сверхдлинной базой (VLBA). Десять телескопов VLBA расположены на Гавайях, на Виргинских островах США и в восьми других местах на всей территории континентальной части США.

### Тусон, Аризона
До 2000 года NRAO эксплуатировала 12-метровый телескоп обсерватории Китт-Пик. Центр управления был расположен в кампусе Аризонского университета, в Тусоне (штат Аризона). В 2000 году работы на этом телескопе были приостановлены, управление телескопом передано Аризонскому университету, финансирование перенаправлено на комплекс радиотелескопов ALMA в пустыне Атакама (Чили). В настоящее время 12-метровый телескоп эксплуатирует Аризонская радиообсерватория (ARO).

### Сан-Педро-де-Атакама, Чили
Участок Atacama Large Millimeter Array (ALMA) находится на высоте около 5000 м на плато Чайнантор, в северной части Чили. Это около 40 км к востоку от исторической деревни Сан-Педро-де-Атакама, 130 км к юго-востоку от шахтерского города Калама и около 275 км к востоку-северо-востоку от прибрежного порта Антофагаста.

## Награда
Лекция Карла Янского — престижная лекция, присуждаемая Советом попечителей NRAO. Почётная возможность прочитать лекцию даётся «за выдающийся вклад в развитие радиоастрономии». В разное время такие лекции читали Фред Хойл, Чарльз Таунс, Эдвард М. Перселл, Субрахманян Чандрасекхар, Филип Моррисон, Вера Рубин, Джоселин Белл Бернелл, Фрэнк Лоу (англ.), Рашид Сюняев. Лекция читается в Шарлоттсвилле, Грин-банке и в Сокорро.